# Mesocnemis tisi
Mesocnemis tisi là loài chuồn chuồn trong họ Platycnemididae. Loài này được Lempert miêu tả khoa học đầu tiên năm 1992.